# 麗しのレイラニ
「麗しのレイラニ」（うるわしのレイラニ、Sweet Leilani）は、アメリカ合衆国の歌。

## 概要
1934年にネブラスカ州出身のハリー・オーウェンスが自身の娘の誕生祝いのために作詞・作曲し、1935年にハワイアン・ギタリストのソル・フーピーにより「ハワイアン・ハネムーン」のB面曲「レイラニ」として発表された。
オーウェンスの親友ビング・クロスビーがワイキキで休暇中に耳にした同曲を気に入り、交渉の結果、1937年公開のミュージカル映画『ワイキキの結婚』に主題歌として用いられ、第10回アカデミー賞歌曲賞を受賞した。
日本で「麗しのレイラニ」の邦題が付けられて、大橋節夫や石原裕次郎などのカバーが存在する。
「レイラニ」とはハワイ語で「美しい娘」などの意味である。

## 評価
2018年にビルボードが発表した「アカデミー歌曲賞 ベスト10＆ワースト10」において、ワースト10入りした。理由は「古くて安っぽい」ためである。